# Бригадный
Бригадный — посёлок в Приморско-Ахтарском районе Краснодарского края.
Входит в состав Новопокровского сельского поселения

## География

### Улицы
- ул. Берегового,
- ул. Будённого,
- ул. Мира.

## Население
| 2002 | 2010 |
| ---- | ---- |
| 117  | ↗120 |